# BAe ホーク
BAe ホーク
イギリス空軍のホーク T.1
- 用途：練習機・攻撃機
- 製造者：ホーカー・シドレー→BAe→BAEシステムズ
- 運用者

  -  イギリス（イギリス空軍・海軍）
  -  フィンランド（フィンランド空軍）
  -  アラブ首長国連邦（アラブ首長国連邦空軍）
  -  オーストラリア（オーストラリア空軍）他
- 初飛行：1974年8月21日[1]
- 生産数：1000機+[1]
- 運用状況：現役
- 派生型：T-45 ゴスホーク

BAe ホーク（British Aerospace Hawk）は、ホーカー・シドレー社が開発した単発ジェット練習機。軽攻撃機としての使用も可能である。ホークの製造と販売は、1977年にホーカー・シドレーからブリティッシュ・エアロスペース (BAe) に移り、BAeは1999年にBAEシステムズとなった。総生産機数は1,000機以上で、40年以上に渡って生産されている。

## 概要

### 開発経緯
イギリス空軍は、1964年より練習機フォーランド ナットやホーカー ハンターの後継機を求めていた。当初はフランスと共同開発した攻撃機兼用の超音速機SEPECAT ジャギュアを充てる計画でいたが、練習機として使用するには性能過大かつ高価なものとなったため、より経済性の高い機体を開発することとなった。
1970年末に発行された要求仕様ASR397に、アルファジェット社、ホーカー・シドレー社、BAC社の3社が応じた。このうち1968年より検討していたホーカー・シドレー社の亜音速練習機HS.1182モデルが1971年10月に採用され、1973年に「ホーク」の名称が与えられた。徹底したコスト削減のため、ホーカー・シドレー社には試作機を製造せず量産を始めることが提案され、初期量産機のうち5機が運用試験に使われた。1974年8月21日にダンカン・シンプソン氏の操縦する初号機が初飛行を実施し、同年のファーンボロ航空ショーで一般に公開された。
1976年1月4日にイギリス空軍の訓練学校に引き渡され、1977年から兵器訓練のため同空軍の戦術兵器部隊 (TWU) での使用が開始されている。曲技飛行隊レッドアローズが使用していたナットも1979年からホークへの交代が始まり、1980年からホークでパフォーマンスを披露するようになった。レッドアローズ所属機は胴体下部にオイルや染料を入れるタンクが備えられ、3つの管から放出できる。一部の機体はT.1Aへと改装され、戦時には局地防衛に投入することを想定している。

### 特徴

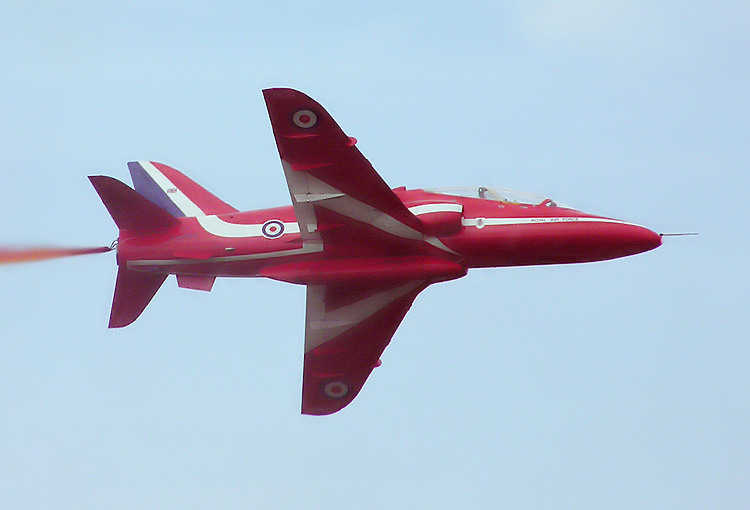
曲技飛行を披露するレッドアローズのホーク T.1

双発ジェットエンジンの超音速機ジャギュアに対して、本機は単発ジェットの亜音速機である。ゆるい後退角を持つ主翼を低翼配置とする機体となっており、着陸の容易さを狙って主脚の間隔は広く取られている。乗員は2名で、座席はタンデム配置。大型のキャノピーによって視界が広く取られており、また前後の座席の高低差もあるため、後席の視界も良好である。パイロンは主翼各2箇所と胴体中央の計5箇所にあり、有事には爆弾もしくは機銃ポッドを搭載できる。T.1A以降はAIM-9L サイドワインダー空対空ミサイルが搭載できるようになった。
その後も改良が続けられ、エンジンを換装し電子機器や対地・対空攻撃能力を強化したホーク100や、単座の軽戦闘攻撃機として再設計されたホーク200が登場しており、現在も生産中である。
その保守的で簡素だが堅実な設計が評価され、本機は派生型を含めると各国への輸出も好調を維持している。90年代にも米ボーイング社による改設計を経てT-45 ゴスホークの名称でアメリカ海軍に艦上練習機として採用されたほか、2010年代にはT-38練習機の後継を必要としている空軍にもホーク100をベースとしたタイプが提案されていた。

## 派生型

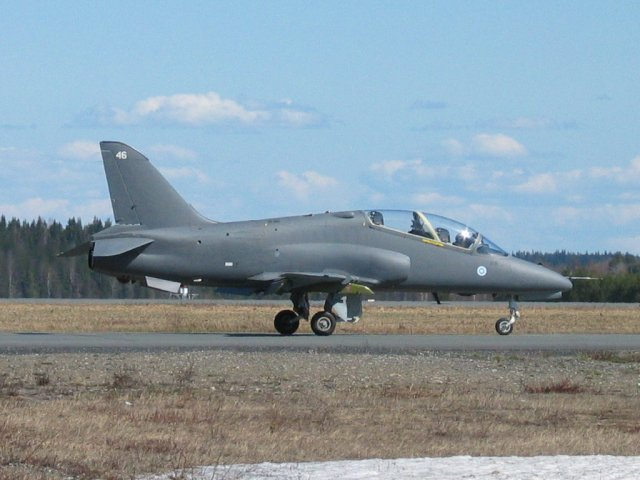
フィンランド空軍のホーク Mk.51

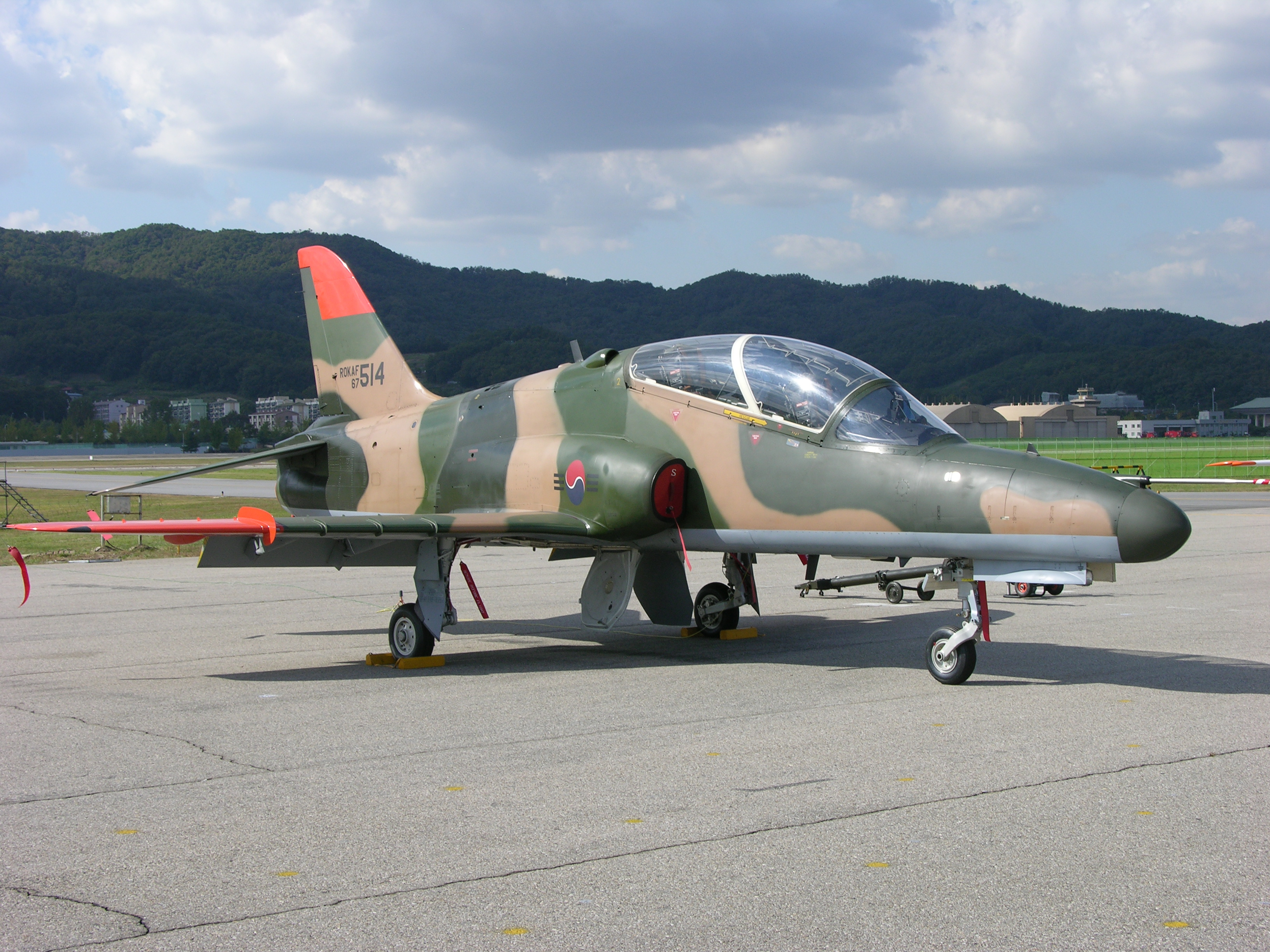
韓国空軍のホーク Mk.67

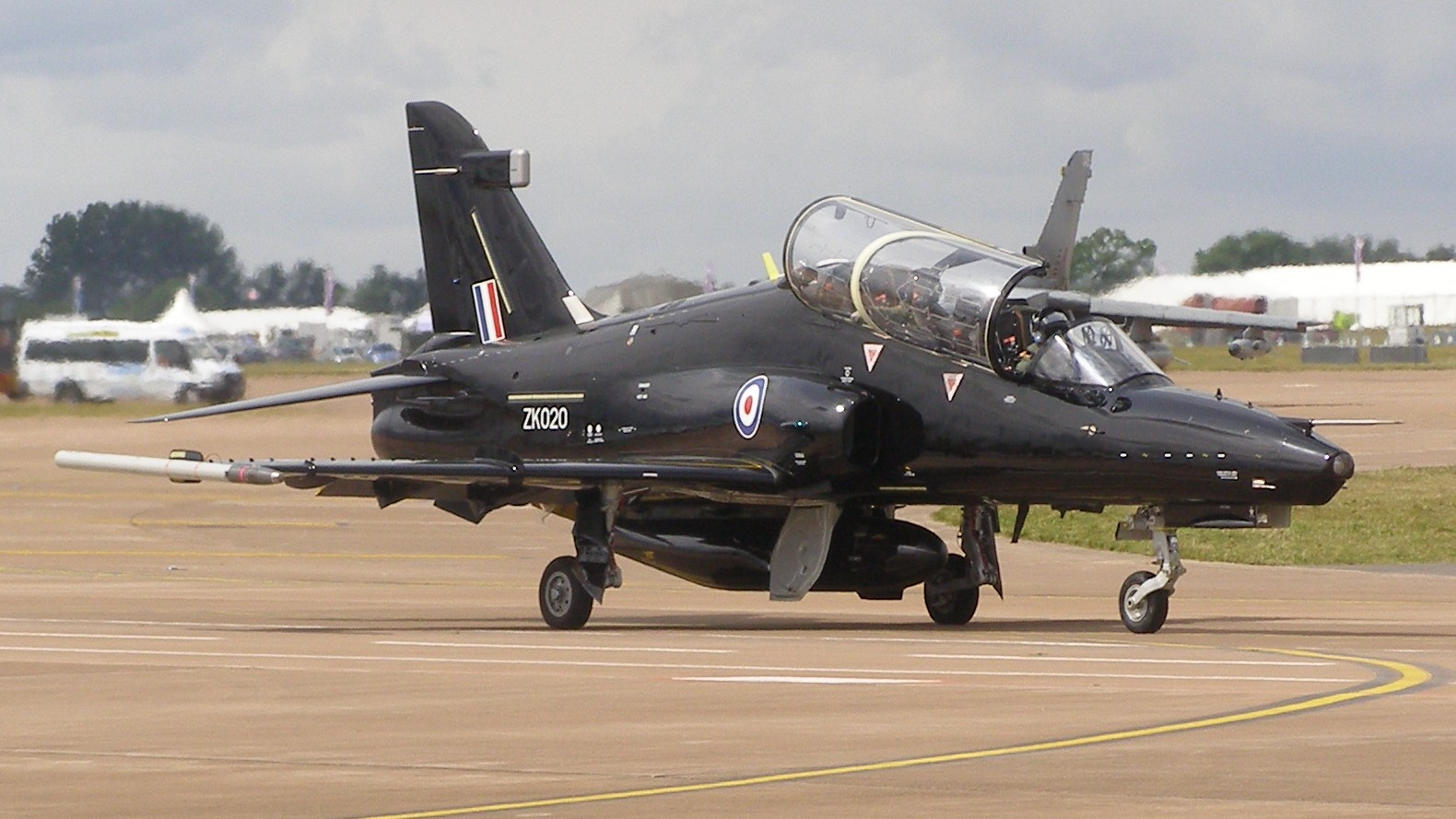
イギリス空軍のホーク T.2(Mk.128)

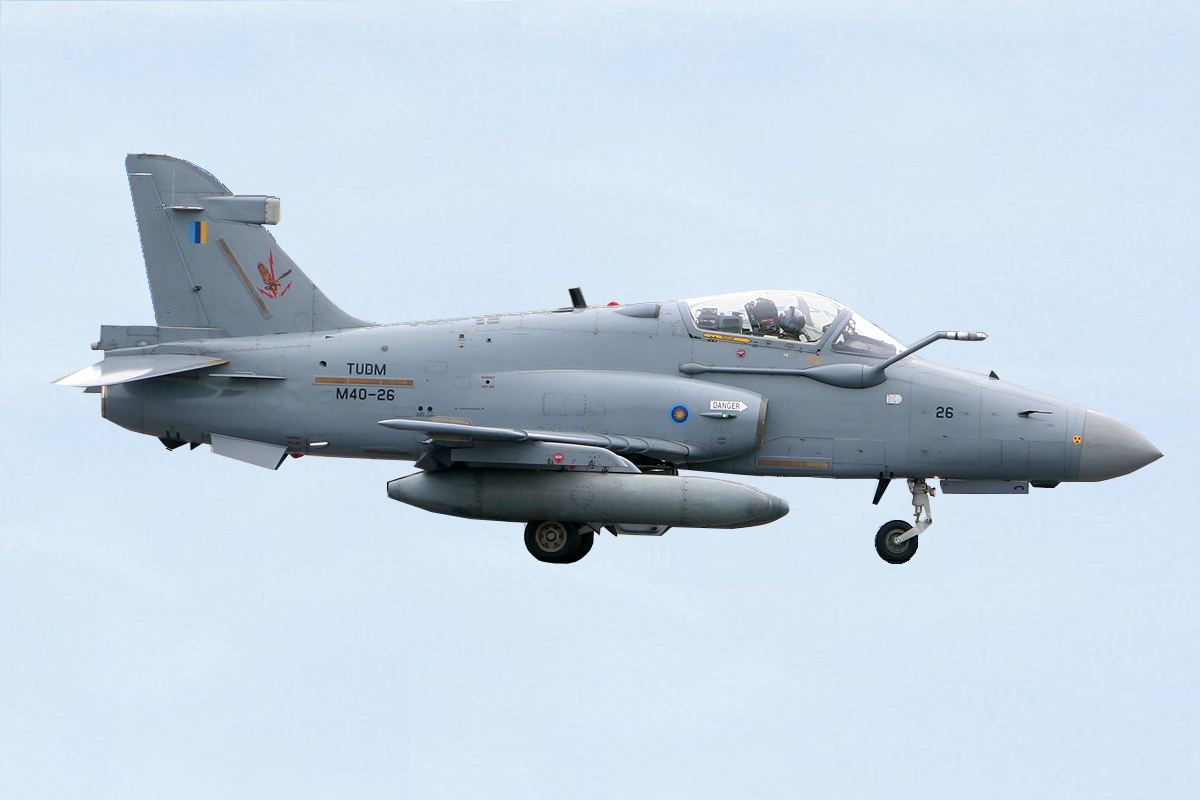
マレーシア空軍のホーク Mk.208

T.1
初期生産型。イギリスで使用している練習機型である。176機製造。エンジンはアドーアMk.151。
T.1A
T.1を改装し、サイドワインダー空対空ミサイルを搭載できるようにしたもの。88機改装。
ホーク50系列
エンジンをアドーアMk.851に換装した輸出型。
Mk.51/51A
フィンランド向け（57機）。
Mk.52
ケニア向け（12機）。
Mk.53
インドネシア向け（20機）。
ホーク60
エンジンをアドーアMk.861に換装。
Mk.60/60A
ジンバブエ向け（13機）。
Mk.61/63
アラブ首長国連邦向け（29機）。
Mk.62
ベネズエラ向け（計画のみ）。
Mk.64
クウェート向け（12機）。
Mk.65/65A
サウジアラビア向け（30機）。
Mk.66
スイス向け（20機）。
Mk.67
韓国向け（20機）。ホーク100のように機首が延長されている。
ホーク100
エンジンをアドーアMk.871（推力6,000ポンド）に換装。機首を延長し、FLIRやレーザーセンサーをオプションで装備可能に。翼端に空対空ミサイルを搭載できる『コンバット・ウイング』に主翼を改設計。グラスコックピットを導入し電子機器も近代化。
Mk.102
アラブ首長国連邦向け（13機）。
Mk.103
オマーン向け（5機）。
Mk.108
マレーシア向け（13機）。
Mk.109
インドネシア向け（7機）。
Mk.115
カナダ向け（19機）。カナダではCT-155と呼称。
Mk.127
オーストラリア向け（33機）。
Mk.129
バーレーン向け（6機）。
Mk.132
インド向け（81機）。旧称Mk.115Y。
ホークLIFT
LIFTは『戦闘機前段階訓練機』の略であり、上級高等練習機の一種をさす。ホーク100をベースに、エンジンをアドーアMk.951（推力6,500ポンド）に換装。
Mk.120
南アフリカ共和国向け（24機）。
ホークAJT
最新型。AJTは『高等ジェット練習機』の略であり、ホークLIFTをベースにレーダー操作・兵装発射のシミュレーション機能など新型のアビオニクスを導入。
Mk.128
イギリス向け（28機）。ホーク T.2の名称で採用。
Mk.165
サウジアラビア向け（22機）。
Mk.166
オマーン向け（8機）。
Mk.167
カタール向け。
ホーク200
ホーク100をベースにした単座戦闘攻撃機型。機首を再設計し、AN/APG-66Hレーダーと固定機関砲を装備。ただし実際にレーダーを搭載した機体は量産されなかった。構想では防空戦闘任務を念頭に置いていたものの、レーダーを備えていないことから実際には軽攻撃機として使用されている。
Mk.203
オマーン向け（11機）。
Mk.205
サウジアラビア向け（計画のみ）。
Mk.208
マレーシア向け（13機）。
Mk.209
インドネシア向け（11機）。
T-45ゴスホーク
アメリカ海軍向けの練習機であるが、採用にあたってマクドネル・ダグラス社による改設計が施された。航空母艦での運用を想定しているため、尾翼の拡大や着陸脚の強化などが行われている。

## 採用国

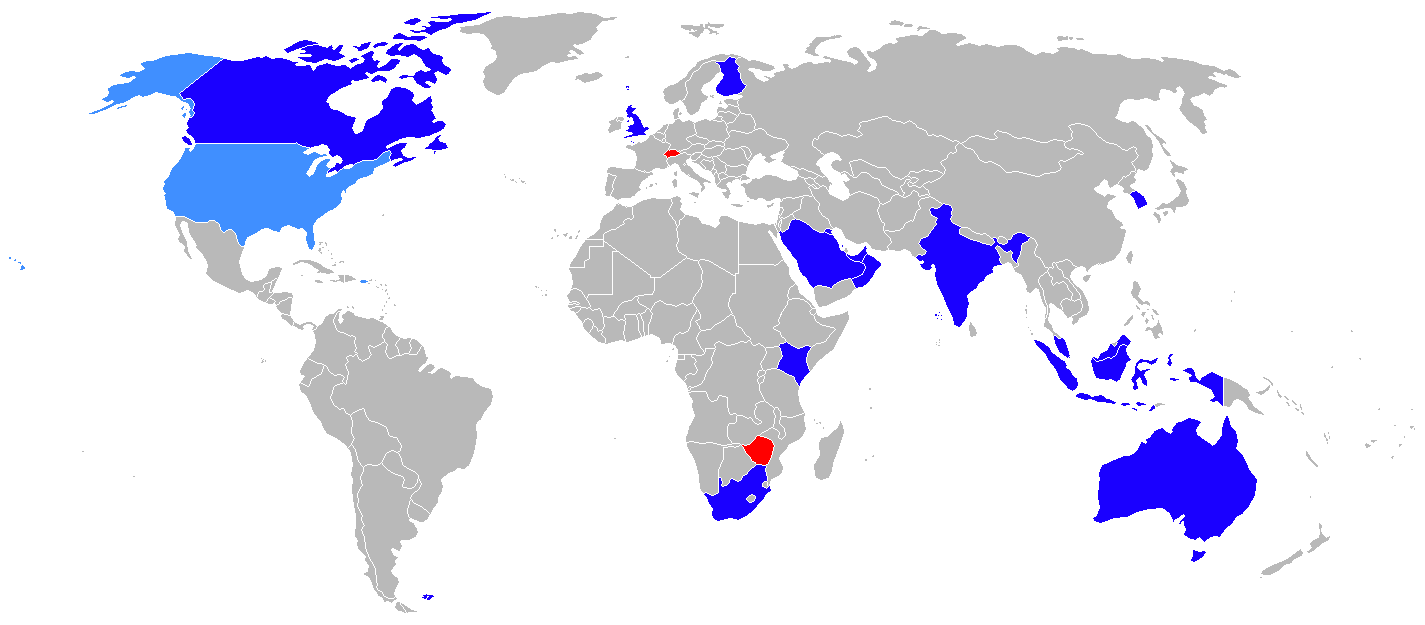
ホークの採用国

### 運用中
- イギリス - 訓練部隊はT.2への転換を終えており、T.1はレッドアローズとアグレッサー部隊の第100飛行隊（英語版）のみで運用されている。
- アラブ首長国連邦
- オーストラリア
- バーレーン
- フィンランド
  - フィンランド空軍 - 2024年時点で、11機のホークMk50/51A、16機のホークMk66を保有[3]。
- クウェート
- インドネシア
- インド
  - インド空軍 - 2024年時点で、99機のホークMk.132を保有[4]。
- マレーシア
- オマーン
  - オマーン空軍 - 2023年時点で、4機のホークMk.103、7機のホークMk.166、12機のホークMk.203を保有[5]。
- カタール
  - カタール空軍 - 2023年時点で、5機のホークMk.167を保有[6]。
- サウジアラビア
- アメリカ合衆国
- 南アフリカ共和国
  - 南アフリカ空軍 - 2023年時点で、24機のホークMk.120を保有[7]。

### 退役
- スイス - ピラタス PC-21と交代して退役。退役した機体はフィンランドが購入している。
- ヨルダン
- ケニア - Mk.52[8]。退役[9]。
- 韓国 - T-50の配備に伴い退役。
- ジンバブエ - ムガベ政権に対する欧米諸国の経済制裁によりスペア部品の不足に陥り、BAe社のサポートも不可能となった事から退役したとみられる。後継として中国製のJL-8を導入した。
- カナダ - 2024年3月8日に退役。後継機はまだ決まっておらず、当面は海外への派遣でパイロット訓練を行う方針。

そのほか、1980年代においてイギリス政府はホーク練習機を63機ほどイラクに売却することを検討していたが、売却は当時の外務大臣であるジョン・メージャーによって阻止された。

## 仕様(T.1A)
- 乗員：2名
- 全長：11.86 m
- 全幅：9.40 m
- 全高：3.99 m
- 翼面積：16.72 m2
- 運用空虚重量：3,635 kg
- 最大離陸重量：8,342 kg
- 最大着陸重量：7,711 kg
- 動力：ロールス・ロイス/チュルボメカ アドーア Mk 151 ターボファンエンジン × 1
- 推力：23.13 kN
- 最大速度：1,059 km/h
- 航続距離：3,148 km
- 上昇限度：15,240 m
- 上昇率：2,835 m/min
- 武装
  - 機銃：30mm ADEN機関砲（機銃ポッドに搭載）
  - 爆弾：最大 3t
  - ミサイル：IR-AAM を最大2発

## 登場作品
『エースコンバット5 ジ・アンサング・ウォー』
プレイヤー機として使用可能。
本作の開発スタッフが「BAEシステムズが宣伝したいのでゲームで使ってほしい、とお願いしたので採用した」と発言している。